# Alex Kuznetsov
Alex Kuznetsov (* 5. února 1987 Kyjev) je americký profesionální tenista, který odešel ve třech letech s rodinou ze Sovětského svazu do americké Pensylvánie. Ve své dosavadní kariéře nevyhrál na okruhu ATP World Tour žádný turnaj. Na challengerech ATP a okruhu ITF získal do dubna 2012 tři tituly ve dvouhře a devět ve čtyřhře.
Na žebříčku ATP byl ve dvouhře nejvýše klasifikován v září 2013 na 120. místě a ve čtyřhře pak v září 2007 na 78. místě. Trénoval jej Michael Sell. Po skončení aktivní činnosti na okruhu se sám stal trenérem, mj. koučoval Amandu Anisimovovou
Na US Open 2007 nastoupil v mužské čtyřhře společně s krajanem Jesse Levinem. Probojovali se do třetího kola, když zdolali slovensko-izraelskou dvojici Dominik Hrbatý a Harel Levy 6–1, 6–4, a poté sedmé nasazené Francouze Arnauda Clémenta a Michaëla Llodru 7–6 (5), 6–4. Ve třetí fázi nestačili na české turnajové devítky Lukáše Dlouhého a Pavla Víznera po setech 4–6 a 5–7.
Není v žádném příbuzenském vztahu s ruskou tenistkou Světlanou Kuzněcovovou. Jeho děd byl ukrajinským mistrem v házené.

## Tituly na ATP Challenger Tour a Futures

### Dvouhra (3)
- 2011 – Champaign-Urbana Challenger (tvrdý, hala)
- 2009 – Winnetka Challenger (tvrdý)
- 2006 – Aptos Challenger (tvrdý)

### Čtyřhra (9)
- 2007 – New Caledonia Challenger (tvrdý) - spoluhráč: Phillip Simmonds
- 2007 – Karlsruhe Challenger (antuka) - spoluhráč: Mischa Zverev
- 2007 – Surbiton Challenger (tráva) - spoluhráč: Mischa Zverev
- 2007 – Lubbock Challenger (tvrdý) - spoluhráč: Ryan Sweeting
- 2006 – USA F1 Futures (tvrdý) - spoluhráč: Horia Tecău
- 2006 – USA F2 Futures (tvrdý) - spoluhráč: Scott Oudsema
- 2005 – USA F1 Futures (tvrdý) - spoluhráč: Mischa Zverev
- 2005 – USA F2 Futures (tvrdý) - spoluhráč: Mischa Zverev
- 2004 – USA F32 Futures (tvrdý) - spoluhráč: Horia Tecău